# Wieleń Zaobrzański

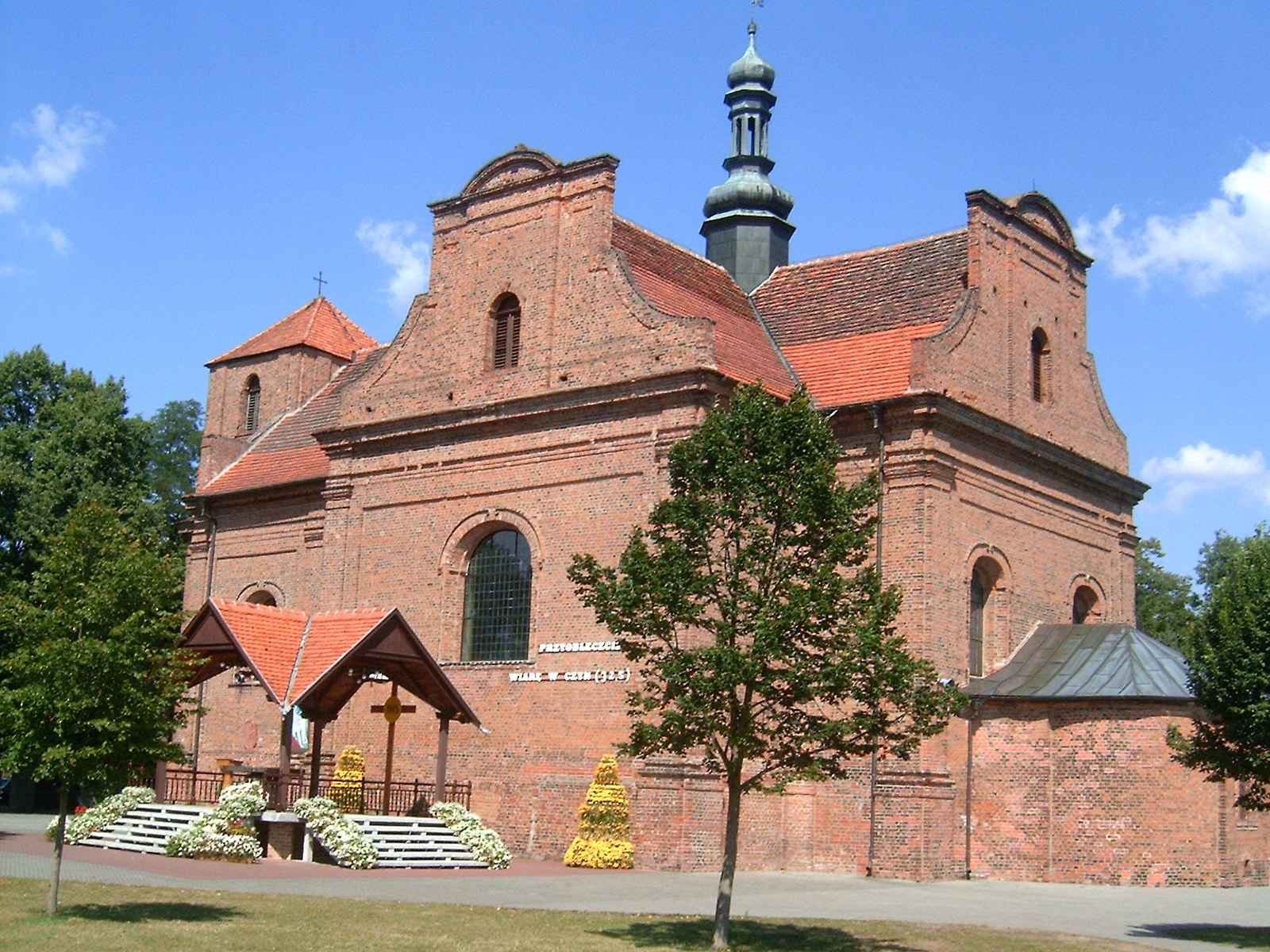
Spätbarocke Dorfkirche

Wieleń Zaobrzański ist ein Dorf in Polen.  Es gehört zur Gemeinde Przemęt im Powiat Wolsztyński, Woiwodschaft Großpolen und liegt 12 Kilometer südwestlich von Przemęt und 20 Kilometer südlich von Wolsztyn im Westen von Polen. Das Dorf hat 336 Einwohner. 
Der Ort wurde 1252 das erste Mal schriftlich erwähnt. Sehenswert ist hier die spätbarocke katholische Kirche, die durch die Zisterzienser aus Przemęt in den Jahren 1731–1742 erbaut wurde.
Das Dorf liegt an der Straße der Zisterzienser.